# Krzysztof Stencel
Krzysztof Jan Stencel (ur. 12 lipca 1971) – polski matematyk i informatyk, profesor nauk technicznych. Specjalizuje się w inżynierii oprogramowania, bazach danych oraz w obiektowych bazach danych. Profesor nadzwyczajny Instytutu Informatyki Wydziału Matematyki, Informatyki i Mechaniki Uniwersytetu Warszawskiego oraz Wydziału Matematyki i Informatyki Uniwersytetu Mikołaja Kopernika.

## Życiorys
Uczęszczał do XIV Liceum Ogólnokształcącego im. Klementa Gottwalda w Warszawie. W okresie szkolnym stypendysta Krajowego Funduszu na rzecz Dzieci. Studia z matematyki ukończył na Uniwersytecie Warszawskim w 1995. Stopień doktorski uzyskał na UW w 1999 na podstawie pracy pt. Abstrakcyjne specyfikacje z jawnym nośnikiem modelu, przygotowanej pod kierunkiem prof. Jana Madeya. Od 2003 pracował w zespole prof. Kazimierza Subiety nad podejściem stosowym do semantyki i konstrukcji obiektowych języków zapytań (Stack-Based Approach, SBA) oraz językiem zapytań i programowania obiektowych baz danych SBQL (Stack-Based Query Language). Habilitował się w 2007 w Instytucie Podstaw Informatyki PAN na podstawie oceny dorobku naukowego i rozprawy pt. Półmocna kontrola typów w językach programowania baz danych. Tytuł naukowy profesora nauk technicznych otrzymał w 2015.
Swoje prace publikował w takich czasopismach jak m.in. „Advances in Databases and Information Systems” „Fundamenta Informaticae”, „Discrete Applied Mathematics", „IEEE Transactions on Knowledge and Data Engineering" oraz „CoRR”.